# Campeonato Mundial de Atletismo de 2022 - 1500 m masculino
A competição dos 1500 metros masculino no Campeonato Mundial de Atletismo de 2022 foi realizada no estádio Hayward Field, em Eugene, nos Estados Unidos, entre os dias 16 a 19 de julho de 2022.

## Recordes
Antes da competição, os recordes eram os seguintes:
| Recorde mundial                               | Hicham El Guerrouj (MAR) | 3:26.00  | Roma, Itália     | 14 de julho de 1998  |
| Recorde do campeonato                         | Hicham El Guerrouj (MAR) | 3:27.65  | Sevilha, Espanha | 24 de agosto de 1999 |
| Melhor marca do ano                           | Abel Kipsang (KEN)       | 3:31.01  | Nairóbi, Quênia  | 7 de maio de 2022    |
| Recorde da África                             | Hicham El Guerrouj (MAR) | 3:26.00  | Roma, Itália     | 14 de julho de 1998  |
| Recorde da Ásia                               | Rashid Ramzi (BHR)       | 3:29.14  | Roma, Itália     | 14 de julho de 2006  |
| Recorde da América do Norte, Central e Caribe | Bernard Lagat (USA)      | 3:29.30  | Rieti, Itália    | 28 de agosto de 2005 |
| Recorde da América do Sul                     | Hudson de Souza (BRA)    | 3:33.25  | Rieti, Itália    | 28 de agosto de 2005 |
| Recorde da Europa                             | Jakob Ingebrigtsen (NOR) | 3:28.32  | Tóquio, Japão    | 6 de agosto de 2021  |
| Recorde da Oceania                            | Stewart McSweyn (AUS)    | 3:29.651 | Mônaco           | 9 de julho de 2021   |

## Medalhistas
| Ouro                | Prata                    | Bronze              |
| Jake Wightman (GBR) | Jakob Ingebrigtsen (NOR) | Mohamed Katir (ESP) |

## Tempo de qualificação
| Tempo de qualificação. |
| ---------------------- |
| 3:35.00                |

## Calendário
| Data        | Horário | Fase          |
| ----------- | ------- | ------------- |
| 16 de julho | 18:30   | Eliminatórias |
| 17 de julho | 19:00   | Semifinais    |
| 19 de julho | 19:30   | Final         |

Todos os horários estão no horário local (UTC-7)

## Resultados

### Eliminatórias
Qualificação: Os seis primeiros de cada bateria (Q) e os seis melhores tempos (q) das eliminatórias.
| Pos. | Bateria | Atleta                      | Nacionalidade  | Tempo   | Notas                |
| ---- | ------- | --------------------------- | -------------- | ------- | -------------------- |
| 1    | 2       | Stewart McSweyn             | Austrália      | 3:34.91 | Q,                   |
| 2    | 2       | Charles Philibert-Thiboutot | Canadá         | 3:35.02 | Q,                   |
| 3    | 2       | Jakob Ingebrigtsen          | Noruega        | 3:35.12 | Q                    |
| 4    | 2       | Jake Wightman               | Grã-Bretanha   | 3:35.31 | Q                    |
| 5    | 2       | Mario García Romo           | Espanha        | 3:35.43 | Q,                   |
| 6    | 2       | John Gregorek Jr.           | Estados Unidos | 3:35.65 | Q                    |
| 7    | 2       | Santiago Catrofe            | Uruguai        | 3:35.86 | q,                   |
| 8    | 1       | Ollie Hoare                 | Austrália      | 3:36.17 | Q                    |
| 9    | 2       | Teddese Lemi                | Etiópia        | 3:36.24 | q                    |
| 10   | 1       | Samuel Tefera               | Etiópia        | 3:36.35 | Q                    |
| 11   | 1       | Andrew Coscoran             | Irlanda        | 3:36.36 | Q,                   |
| 12   | 1       | Timothy Cheruiyot           | Quênia         | 3:36.41 | Q                    |
| 13   | 2       | Kumari Taki                 | Quênia         | 3:36.47 | q                    |
| 14   | 1       | Charles Grethen             | Luxemburgo     | 3:36.51 | Q                    |
| 15   | 1       | Neil Gourley                | Grã-Bretanha   | 3:36.54 | Q                    |
| 16   | 1       | Ignacio Fontes              | Espanha        | 3:36.69 | q                    |
| 17   | 1       | Michał Rozmys               | Polónia        | 3:36.76 | q                    |
| 18   | 1       | Cameron Proceviat           | Canadá         | 3:37.43 | q                    |
| 19   | 1       | Christoph Kessler           | Alemanha       | 3:37.57 |                      |
| 20   | 2       | Charles Simotwo             | Quênia         | 3:37.66 |                      |
| 21   | 1       | Abdellatif Sadiki           | Marrocos       | 3:37.76 |                      |
| 22   | 2       | Anass Essayi                | Marrocos       | 3:38.60 | Recorde da temporada |
| 23   | 3       | Josh Kerr                   | Grã-Bretanha   | 3:38.94 | Q                    |
| 24   | 3       | Joshua Thompson             | Estados Unidos | 3:39.10 | Q                    |
| 25   | 1       | Ryan Mphahlele              | África do Sul  | 3:39.17 |                      |
| 26   | 3       | Abel Kipsang                | Quênia         | 3:39.21 | Q                    |
| 27   | 3       | William Paulson             | Canadá         | 3:39.21 | Q                    |
| 28   | 3       | Samuel Tanner               | Nova Zelândia  | 3:39.33 | Q                    |
| 29   | 3       | Mohamed Katir               | Espanha        | 3:39.45 | Q                    |
| 30   | 3       | Ruben Verheyden             | Bélgica        | 3:39.46 |                      |
| 31   | 3       | Filip Sasínek               | Chéquia        | 3:39.47 |                      |
| 32   | 3       | Matthew Ramsden             | Austrália      | 3:39.83 |                      |
| 33   | 3       | Ferdinand Kvan Edman        | Noruega        | 3:39.92 |                      |
| 34   | 2       | Ismael Debjani              | Bélgica        | 3:39.96 |                      |
| 35   | 3       | Elhassane Moujahid          | Marrocos       | 3:39.98 |                      |
| 36   | 3       | Samuel Zeleke               | Etiópia        | 3:40.77 |                      |
| 37   | 3       | Ronald Musagala             | Uganda         | 3:40.87 |                      |
| 38   | 1       | Cooper Teare                | Estados Unidos | 3:41.15 |                      |
| 39   | 3       | Yervand Mkrtchyan           | Armênia        | 3:42.37 |                      |
| 40   | 2       | Isaac Nader                 | Portugal       | 3:42.81 |                      |
| 41   | 1       | Abraham Guem                | Sudão do Sul   | 3:43.47 |                      |
| 42   | 2       | Thiago André                | Brasil         |         | DNS                  |

### Semifinais
Qualificação: Os cinco primeiros de cada bateria (Q) e os dois melhores tempos (q) das semifinais.
| Pos. | Bateria | Atleta                      | Nacionalidade  | Tempo   | Notas |
| ---- | ------- | --------------------------- | -------------- | ------- | ----- |
| 1    | 2       | Abel Kipsang                | Quênia         | 3:33.68 | Q     |
| 2    | 2       | Mohamed Katir               | Espanha        | 3:34.45 | Q,    |
| 3    | 2       | Jake Wightman               | Grã-Bretanha   | 3:34.48 | Q     |
| 4    | 2       | Teddese Lemi                | Etiópia        | 3:35.04 | Q     |
| 5    | 2       | Stewart McSweyn             | Austrália      | 3:35.07 | Q     |
| 6    | 2       | Michał Rozmys               | Polónia        | 3:35.27 | q,    |
| 7    | 2       | Joshua Thompson             | Estados Unidos | 3:35.55 | q,    |
| 8    | 2       | Samuel Tanner               | Nova Zelândia  | 3:36.32 |       |
| 9    | 1       | Josh Kerr                   | Grã-Bretanha   | 3:36.92 | Q     |
| 10   | 1       | Mario García Romo           | Espanha        | 3:37.01 | Q     |
| 11   | 1       | Jakob Ingebrigtsen          | Noruega        | 3:37.02 | Q     |
| 12   | 1       | Timothy Cheruiyot           | Quênia         | 3:37.04 | Q     |
| 13   | 1       | Ignacio Fontes              | Espanha        | 3:37.21 | Q     |
| 14   | 1       | Neil Gourley                | Grã-Bretanha   | 3:37.22 |       |
| 15   | 1       | Charles Philibert-Thiboutot | Canadá         | 3:37.29 |       |
| 16   | 1       | John Gregorek Jr.           | Estados Unidos | 3:37.35 |       |
| 17   | 1       | Samuel Tefera               | Etiópia        | 3:37.71 |       |
| 18   | 1       | Ollie Hoare                 | Austrália      | 3:38.36 |       |
| 19   | 2       | Cameron Proceviat           | Canadá         | 3:38.83 |       |
| 20   | 2       | Santiago Catrofe            | Uruguai        | 3:40.16 |       |
| 21   | 1       | Charles Grethen             | Luxemburgo     | 3:40.41 |       |
| 21   | 2       | William Paulson             | Canadá         | 3:40.41 |       |
| 23   | 1       | Andrew Coscoran             | Irlanda        | 3:44.66 |       |
| 24   | 2       | Kumari Taki                 | Quênia         | 3:50.15 |       |

### Final
A final ocorreu dia 19 de julho às 19:30.
| Pos.              | Atleta             | Nacionalidade  | Tempo   | Notas |
| ----------------- | ------------------ | -------------- | ------- | ----- |
| Medalha de ouro   | Jake Wightman      | Grã-Bretanha   | 3:29.23 |       |
| Medalha de prata  | Jakob Ingebrigtsen | Noruega        | 3:29.47 |       |
| Medalha de bronze | Mohamed Katir      | Espanha        | 3:29.90 |       |
| 4                 | Mario García       | Espanha        | 3:30.20 |       |
| 5                 | Josh Kerr          | Grã-Bretanha   | 3:30.60 |       |
| 6                 | Timothy Cheruiyot  | Quênia         | 3:30.69 |       |
| 7                 | Abel Kipsang       | Quênia         | 3:31.21 |       |
| 8                 | Teddese Lemi       | Etiópia        | 3:32.98 |       |
| 9                 | Stewart McSweyn    | Austrália      | 3:33.24 |       |
| 10                | Michał Rozmys      | Polónia        | 3:34.58 |       |
| 11                | Ignacio Fontes     | Espanha        | 3:34.71 |       |
| 12                | Joshua Thompson    | Estados Unidos | 3:35.57 |       |

Legenda
| Recorde mundial       | Recorde mundial (World record)               |                       | Recorde africano                      | Recorde africano (African) |                                           | Q | Classificado por posição (Qualified) |
| Recorde do campeonato | Recorde do campeonato (Championship record)  | Recorde da América    | Recorde da América (Americas)         | q                          | Classificado por melhor tempo (Qualified) |   |                                      |
| Melhor marca do ano   | Melhor marca do ano (World leading)          | Recorde asiático      | Recorde asiático (Asian)              | DNS                        | Não largou (Did not start)                |   |                                      |
| Recorde nacional      | Recorde nacional (National record)           | Recorde europeu       | Recorde europeu (European)            | DNF                        | Não terminou (Did not finish)             |   |                                      |
| Recorde pessoal       | Recorde pessoal do atleta (Personal best)    | Recorde da Oceania    | Recorde da Oceania (Oceania)          | DSQ / DQ                   | Desclassificado (Disqualified)            |   |                                      |
| Recorde da temporada  | Recorde da temporada do atleta (Season best) | Recorde sul-americano | Recorde sul-americano (South America) | NM                         | Sem marca (No mark)                       |   |                                      |